# Municipio de Forbes (Misuri)
El municipio de Forbes (en inglés: Forbes Township) es un municipio ubicado en el condado de Holt en el estado estadounidense de Misuri. En el año 2010 tenía una población de 166 habitantes y una densidad poblacional de 1,43 personas por km².

## Geografía
El municipio de Forbes se encuentra ubicado en las coordenadas 39°54′42″N 95°4′2″O / 39.91167, -95.06722. Según la Oficina del Censo de los Estados Unidos, el municipio tiene una superficie total de 115.92 km², de la cual 113,71 km² corresponden a tierra firme y (1,91 %) 2,21 km² es agua.

## Demografía
Según el censo de 2010, había 166 personas residiendo en el municipio de Forbes. La densidad de población era de 1,43 hab./km². De los 166 habitantes, el municipio de Forbes estaba compuesto por el 99,4 % blancos, el 0,6 % eran asiáticos. Del total de la población el 4,82 % eran hispanos o latinos de cualquier raza.